# PGC 8739
LEDA/PGC 8739, auch UGC 1761, ist eine leuchtschwache Irreguläre Galaxie im Sternbild Widder auf der Ekliptik. Sie ist schätzungsweise 182 Millionen Lichtjahre von der Milchstraße entfernt und hat einen Durchmesser von etwa 65.000 Lichtjahren. Vom Sonnensystem aus entfernt sich das Objekt mit einer errechneten Radialgeschwindigkeit von näherungsweise 4.000 Kilometern pro Sekunde.
Die Typ-II Supernova SN 2003io wurde hier beobachtet.
Sie ist Teil der acht Mitglieder zählenden Lyons Groups of Galaxies LGG 53 um NGC 877.

## Galaktisches Umfeld

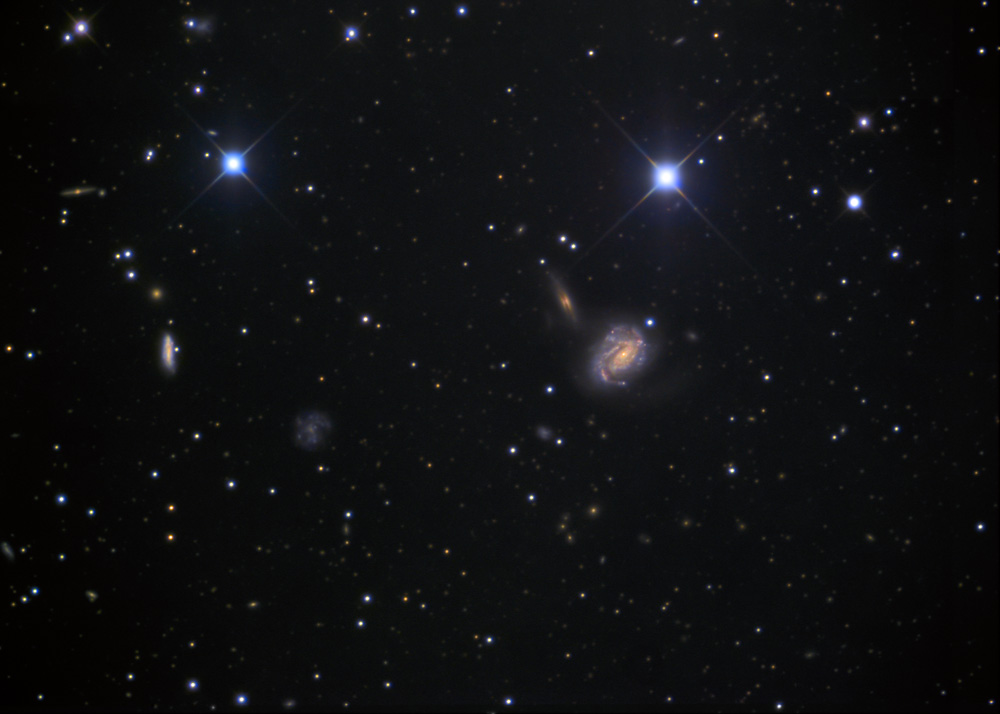
PGC 90603, NGC 870, NGC 871, PGC 8739, NGC 876, NGC 877 und PGC 212949

| Nr. | Galaxie          | Alternativname            | Rek           | Dek           | Distanz/asec |
| --- | ---------------- | ------------------------- | ------------- | ------------- | ------------ |
| →   | LEDA/PGC 8739    | UGC 1761                  | 02h17m26.32s  | +14d34m48.7s  | 0            |
| 1   | NGC 871          | LEDA/PGC 8722             | 02h17m10.73s  | +14d32m52.2s  | 251.76       |
| 2   | NGC 870          | LEDA/PGC 8721             | 02h17m09.22s  | +14d31m23.2s  | 319.36       |
| 3   | LEDA/PGC 212949  | WISEA J021751.39+143444.8 | 02h17m51.39s  | +14d34m45.7s  | 366.41       |
| 4   | LEDA/PGC 1463600 | 2MASX J02170309+1439161   | 02h17m03.11s  | +14d39m16.1s  | 430.47       |
| 5   | NGC 876          | LEDA/PGC 8770             | 02h17m53.31s  | +14d31m16.6s  | 446.47       |
| 6   | LEDA/PGC 1462476 | 2MASX J02175691+1436438   | 02h17m56.89s  | +14d36m43.6s  | 459.62       |
| 7   | NGC 877          | LEDA/PGC 8775             | 02h17m59.64s  | +14d32m38.6s  | 502.94       |
| 8   | LEDA/PGC 1463102 | AGC 748849                | 02h16m53.6s   | +14d38m22s    | 511.26       |
| 9   | LEDA/PGC 90603   | 2MASX J02170047+1428471   | 02h17m00.47s  | +14d28m47.0s  | 518.38       |
| 10  | LEDA/PGC 1467122 | 2MASX J02164824+1447084   | 02h16m48.238s | +14d47m08.44s | 922.93       |
| 11  | LEDA/PGC 1468022 | 2MASX J02174798+1449219   | 02h17m47.98s  | +14d49m22.3s  | 929.08       |
| 12  | LEDA/PGC 1466905 | 2MASX J02164100+1446364   | 02h16m40.97s  | +14d46m36.5s  | 967.09       |